# Pedro Georgievich de Oldemburgo
Pedro Georgievich de Oldemburgo (Constantino Frederico Pedro Georgievich), (26 de agosto de 1812 - 14 de maio de 1881) foi um duque da Casa de Oldemburgo, avô do duque Pedro Alexandrovich de Oldemburgo e do grão-duque Nicolau Nikolaevich, general do exército imperial russo durante a Primeira Guerra Mundial. O seu trineto, Nicolau Romanov, é um dos actuais chefes da família Romanov.
Pedro de Oldemburgo era um intelectual e filantropo, bem como um compositor talentoso. Em 1857 compôs a música para o ballet de Marius Petipa, La Rose, la Violette et le Papillon. Compôs o Pas d'Esclave para o ballet Le Corsaire que ainda é ouvida hoje por teatros de todo o mundo.

## Família
Pedro foi o segundo filho a nascer do casamento entre o duque Jorge de Oldemburgo e a grã-duquesa Catarina Pavlovna da Rússia. Os seus avós paternos eram o grão-duque Pedro I de Oldemburgo e a princesa Frederica de Württemberg. Os seus avós maternos eram o czar Paulo I da Rússia e a princesa Sofia Doroteia de Württemberg.

## Primeiros anos

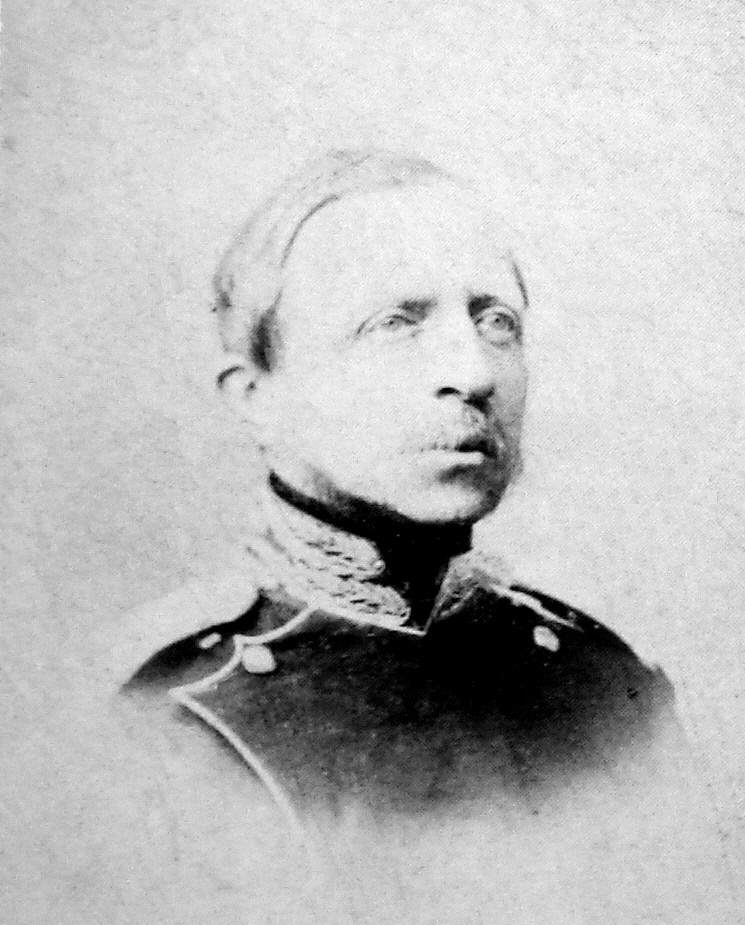
Pedro de Oldemburgo.

Pedro Georgievich nasceu no dia 26 de agosto de 1812 em Iaroslavl, na Rússia com o nome Pedro Constantino Frederico de Oldemburgo. O seu pai, o duque Jorge, era apenas o segundo filho do duque reinante de Oldemburgo e havia poucas hipóteses de que viesse a herdar o trono e a fortuna do pai, pelo que passou a viver na Rússia desde o seu casamento com a grã-duquesa Catarina Pavlovna em 1809. O duque Jorge, que tinha sido nomeado governador no Volga morreu seis meses depois do nascimento de Pedro. A sua mãe era a irmã preferida do czar Alexandre I da Rússia que colocou os seus dois sobrinhos sob sua protecção. Os dois irmãos cresceram na Rússia até à sua mãe se voltar a casar em 1816 com o rei Guilherme I de Württemberg. A família mudou-se para Württemberg e os dois irmãos foram educados em Estugarda. Após a morte da sua mãe, menos de três anos depois da sua chegada à Alemanha, os irmãos foram mandados para a casa do avô paterno. Estando em linha directa de sucessão ao trono de Oldemburgo, visto que o seu tio paterno, o grão-duque herdeiro Augusto de Oldemburgo, ainda era solteiro, ambos receberam uma educação rigorosa pelo seu avô, a mesma que tinha sido dada ao seu pai e tio, e realizaram várias viagens educacionais pela Alemanha para enriquecer os seus conhecimentos.
Em Maio de 1829 o avô de Pedro morreu e, após a morte do seu irmão mais velho, Alexandre, em Novembro do mesmo ano, o seu tio materno, o czar Nicolau I da Rússia, convidou-o a regressar à Rússia e nomeou-o coronel da guarda. O duque subiu rapidamente de posição e acabaria por ser nomeado General-Tenente. Depois de servir no exercito durante quatro anos, Pedro decidiu retirar-se e começou a dedicar-se à política em São Petersburgo. Em 1834, foi nomeado senador e foi a partir de então que o seu nome começou a ser conhecido e a sua fama de filantropo começou. Pedro dedicou-se principalmente à educação, criando a Escola Imperial de Jurisprudência na qual os futuros juízes e administradores russos foram educados e, em 1844, foi nomeado para dirigir uma organização que investia na educação de mulheres.
Pedro de Oldemburgo também era um intelectual, fluente em oito línguas. Como presidente honorário do fundo da czarina Maria também teve um papel importante no desenvolvimento de hospitais na Rússia, um dos quais recebeu o nome de Hospital Pediátrico Príncipe Pedro de Oldemburgo em sua honra. O príncipe também investiu muito na construção de escolas em Oldemburgo.

## Casamento e descendência
No dia 23 de abril de 1837, Pedro casou-se em Biebrich com a princesa Teresa de Nassau-Weilburg. O casamento foi feliz e durou mais de trinta anos. Juntos tiveram oito filhos, três dos quais morreram ainda crianças. Uma filha chamada Cecília morreu 1843 e outros dois, Catarina e Jorge, morreram de tuberculose, a primeira em 1866 e o segundo em 1871. Pedro e a sua esposa tinham uma vida exemplar e deram uma educação cuidadosa aos filhos. A família passava os meses de inverno em Peterhof e no verão mudava-se para a sua residência em Kamenoi-Ostroff.
Os seus filhos foram:
- Alexandra de Oldemburgo (2 de junho de 1838 – 13 de abril de 1900); casada com o grão-duque Nicolau Nikolaevich da Rússia; com descendência.
- Nicolau Frederico Augusto de Oldmburgo (9 de maio de 1840 – 20 de janeiro de 1886); casado com Maria Bulazel que recebeu o título de condessa von Osternburg; com descendência.
- Cecília de Oldemburgo (27 de fevereiro de 1842 – 11 de janeiro de 1843)
- Alexandre de Oldemburgo (2 de junho de 1844 – 6 de setembro de 1932), herdeiro do ramo russo dos Oldemburgo, foi um candidato para o trono búlgaro; casou-se com a princesa Eugénia Maximilianovna de Leuchtenberg. O seu único filho, o duque Pedro de Oldemburgo, casou-se com a grã-duquesa Olga Alexandrovna da Rússia.
- Catarina de Oldemburgo (21 de setembro de 1846 – 23 de junho de 1866)
- Jorge de Oldemburgo (17 de abril de 1848 – 17 de março de 1871)
- Constantino Frederico Pedro de Oldemburgo (27 de abril de 1850 – 18 de março de 1906); casado com Agrafena Djaparidze que recebeu o título de condessa von Zarnekau; com descendência.
- Teresa de Oldemburgo (30 de março de 1852 – 18 de abril de 1883); casada com Jorge Maximilianovich, 6.º duque de Leuchtenberg; com descendência.

## Compositor

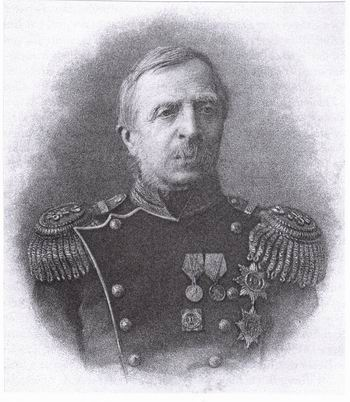
Pedro de Oldemburgo.

O duque Pedro era um pianista e compositor talentoso e, em 1842, compôs o seu primeiro concerto de piano. Em 1844 o seu segundo concerto foi tocado pela primeira no Palácio de Mikhailovsky pela pianista Clara Schumann e ensaiado pelo seu grande amigo Adolf Henselt.
Tal como grande parte da nobreza russa, o duque Pedro era um mecenas das artes. Em 1857 foi-lhe pedido que compusesse a música para o ballet de Marius Petipa, La Rose, la Violette et le Papillon, que foi levado a cena no teatro imperial de Czarskoe Selo. Em 1858 Petipa utilizou a música Pas de Deux deste ballet e incluiu-a na nova versão de Le Corsaire, rebaptizando-a de Pas d'Esclave. É a única música de Pedro que ainda é ouvida nos dias de hoje.
Muitas das músicas de Pedro foram utilizadas como exemplo na formação de estudantes do Conservatório de São Petersburgo.

## Últimos anos
Pedro passou cinquenta anos ao serviço da Rússia, pelos quais era muito respeitado e reconhecido numa grande celebração em São Petersburgo em 1880 na qual esteve presente o seu primo, o czar Alexandre II, grande parte da família imperial, o seu primo, o grão-duque de Oldemburgo e representantes das várias organizações para as quais Pedro contribuía. Pedro era muito chegado a Alexandre II e o seu assassinato em Março de 1881 foi um duro golpe. Viria a falecer apenas dois meses depois, no dia 14 de maio de 1881 em São Petersburgo.